# Bandera de Nunatsiavut
La bandera de Nunatsiavut és la bandera adoptada per l'Associació Inuit de Labrador per representar els Inuit del Labrador i el seu territori autònom de Nunatsiavut, a la província canadenca de Terranova i Labrador. La bandera presenta sobre un fons blanc el tradicional Inukshuk inuit en colors blanc, blau i verd, fent-se ressò de la bandera del Labrador.
La bandera es va convertir en símbol oficial del territori autònom per la Constitució Inuit de Labrador (adoptada el 15 d'abril de 2002 i votada en referèndum amb un 66% de vots a favor) ratificada per part del Labrador l'1 de desembre de 2005. A l'Annex 1-C de la Constitució es defineix la bandera amb un esbós en color.

## Colors
Una aproximació als colors, segons la imatge mostrada a l'Annex 1-C de la Constitució, seria:
| Model de color | Blanc                           | Verd                            | Blau                          |
| -------------- | ------------------------------- | ------------------------------- | ----------------------------- |
| CMYK           | 0-0-0-0 (ombra 0-0-0-40)        | 25-0-25-20 (ombra 33-0-33-40)   | 50-25-0-20 (ombra 67-67-0-40) |
| RGB            | 255,255,255 (ombra 153,153,153) | 153,204,153 (ombra 102,153,102) | 102,153,204 (ombra 51,51,153) |
| HTML           | #FFFFFF (ombra #999999)         | #99CC99 (ombra #669966)         | #6699CC (ombra #333399)       |

Els codis de cada model de color s'han extret a partir de l'aproximació HTML.